# الیعبیر
ال-یعبیر یک منطقهٔ مسکونی در یمن است که در استان صنعا واقع شده‌است.